# Список послов СССР и России в Кувейте
В статье представлен список послов СССР и России в Кувейте.
- 11 марта 1963 г. — установлены дипломатические отношения на уровне посольств.

## Список послов
| Срок полномочий                   | Посол                           | Годы жизни | Вручение верительных грамот | Комментарии |
| --------------------------------- | ------------------------------- | ---------- | --------------------------- | ----------- |
| СССР                              |                                 |            |                             |             |
| 27 июня 1963 — 24 сентября 1966   | Михаил Фролович Черкасов        | 1909—2001  | 28 августа 1963             |             |
| 24 сентября 1966 — 8 июля 1970    | Михаил Фёдорович Бодров         | 1903—1988  | 23 ноября 1966              |             |
| 8 июля 1970 — 8 марта 1975        | Николай Кузьмич Тупицын         | 1910—1991  | 11 октября 1970             |             |
| 8 марта 1975 — 29 апреля 1983     | Николай Николаевич Сикачёв      | 1920—2002  | 6 апреля 1975               |             |
| 29 апреля 1983 — 1986             | Погос Семёнович Акопов          | 1926—      | 17 мая 1983                 |             |
| 17 октября 1986 — 25 декабря 1991 | Эрнест Николаевич Зверев        | 1927—2007  |                             |             |
| Российская Федерация              |                                 |            |                             |             |
| 31 декабря 1992 — 24 марта 1998   | Пётр Владимирович Стегний       | 1945—      |                             |             |
| 24 марта 1998 — 4 января 2003     | Владимир Сергеевич Шишов        | 1940—2025  |                             |             |
| 4 января 2003 — 28 января 2008    | Азамат Рахметович Кульмухаметов | 1953—      |                             |             |
| 28 января 2008 — 4 марта 2013     | Александр Александрович Кинщак  | 1962—      | 28 апреля 2008              |             |
| 4 марта 2013 — 17 августа 2018    | Алексей Владимирович Соломатин  | 1967—      |                             |             |
| 17 августа 2018 — 10 марта 2023   | Николай Валентинович Макаров    | 1962—      |                             |             |
| 10 марта 2023 — настоящее время   | Владимир Филиппович Желтов      | 1967—      | 30 мая 2023                 |             |